# (34224) Maggiechen
2000 QG87 (asteroide 34224) é um asteroide da cintura principal. Possui uma excentricidade de 0.16787370 e uma inclinação de 5.25486º.
Este asteroide foi descoberto no dia 25 de agosto de 2000 por LINEAR em Socorro.